# Berkegöl (Fagerhults socken, Småland)
Berkegöl är en sjö i Högsby kommun i Småland och ingår i Alsteråns huvudavrinningsområde.